# Zosterornis
Zosterornis là một chi chim trong họ Zosteropidae.